# Alb pe alb (pictură)
 Compoziție Suprematistă: Alb pe Alb  (cunoscută și sub forma prescurtată de Alb pe Alb) este o compoziție abstractă din 1918, o pictură de tipul ulei pe pânză, realizată de Kazimir Malevici.
Pictura este una dintre cele mai cunoscute exemple ale mișcării artistice ruse de avangardă a suprematismului, al cărei teoretician și inițiator a fost Malevici însuși. Tabloul a fost pictat în anul următor Revoluției ruse din octombrie 1917.

## Istoric
O parte a seriei de lucrări „alb pe alb” ale lui Malevici, care a fost începută în 1916, lucrarea prezintă un pătrat alb, ocupând centrul imaginii, la rândul său de formă pătrată, în care se găsește un alt pătrat, înscris în cel inițial, mai mic, ușor răsucit spre dreapta, de o nuanță de alb, ușor mai caldă.
Lucrarea, similar cu lucrarea anterioară Pătratul negru, este un pătrat cu laturi de 79.54 cm pe 79.54 cm.  Malevici se dispensează cu ușurință de cele mai multe caracteristici ale artei reprezentative, fără niciun sens al culorii, adâncimii sau volumului, lăsând ca subiect o simplă formă geometrică regulată, nesimetrică, având limite imprecis definite.
Deși lucrarea de artă este lipsită de detalii, tușele viguroase ale pensulei sunt evidente în această pictură, artistul încercând și reușind să sugereze că pătratul înscris și înclinat tinde a se rostogoli în afara cadrului imaginii. Malevici intenționase să sugereze un anume sentiment al suspendării și alunecării, cu culoarea pătratului circumscris sugerând infinitul și cu culoarea și poziția pătratului înscris sugerând mișcarea.

## Expunere și achiziționare
Unul din criticii lui Malevici, adept al mișcării sincrone, dar „rivale” a constructivismului, afirma în batjocură despre pictura Alb pe Alb a lui Malevici că fusese singura pictură bună din expoziția grupului UNOVIS (de care Malevici „aparținea”), folosind următoarel cuvinte: „un canvas alb, absolut pur, un canvas alb cu o foarte bună culoare de bază. Ceva poate fi [pictat] pe [acest canvas].”
Malevici a luat cu el lucrarea Alb pe Alb la Berlin în 1927, unde a fost expusă la Große Berliner Austellung. Înaintea de întoarcerea sa la Leningrad, mai târziu în același an, Malevici a lăsat lucrarea sa în grija arhitectului, celebru atunci, Hugo Häring. Acesta a predat-o în 1930 lui Alexander Dorner, directorul muzeului Provinzialmuseum din Hanovra, care a plasat lucrarea în conservare la venirea la putere a Partidului Nazist, în 1933.
Kazimir Malevici nu a cerut niciodată ca lucrarea să-i fie returnată. Murind în 1935, fără a lăsa niciun fel de intrucțiuni masei sale testamentare despre cum să se procedeze cu lucrarea sa Alb pe ALb, a creat un vid neclar de proprietate. Oricum, lucrarea a fost expusă la Museum of Modern Art din New York City, în 1935 și apoi adăugată colecției muzeului în 1963, după achiziționarea sa. Achiziția a fost confirmată de masa testamentară a lui Kazimir Malevici în 1999, menționând că achiziția a fost făcută prin intermediul unei donații din partea domnului John Hay Whitney.

## A se vedea și
- Cerc Negru (1915)
- Pătrat Negru (1915)
- Pătrat Roșu (1915)